# Timiditate
La om, timiditatea (numită și neîncredere în sine) este un termen psihologic social folosit pentru a descrie sentimentul de teamă, lipsă de încredere sau jenă  atunci când o persoană se află în imediata vecinătate, se apropie, sau este abordată de alte persoane, în special în situații noi sau cu persoane nefamiliare. Timiditatea poate proveni din trăsăturile genetice, mediul în care a fost crescută persoana sau o combinație a ambelor. Unele persoane cu timiditate au probleme de anxietate sau fobie socială, dar mulți oameni cu timiditate nu au aceste probleme.
Timiditatea este un comportament defensiv și anxios, ezitant și astenic, exprimând dificultăți de adaptare socială (sau o adaptare negativă) ce sunt normale și explicabile în mica copilărie, dar ridică probleme în celelalte etape. Timiditatea se poate datora diverșilor factori , cum sunt temperamentul hipotonic, nesiguranță de sine, complexe de  inferioritate ce pot fi impuse prin autoritarism educativ, dificultăți de comunicare și expresie în absența „învățării sociale”, reticențe dictate de atitudini hiperexigente etc.